# François Devienne
François Devienne (Joinville, Haute-Marne, 31 de enero de 1759 - París, 5 de septiembre de 1803) fue un flautista, fagotista, compositor y maestro. Fue conocido como el "Mozart francés".

## Biografía
Fue el séptimo de ocho hijos de Pierre Devienne y su segunda esposa Marie Petit, aunque en total fueron catorce hermanos. Se dice que cuando tenía diez años, escribió una Misa que fue interpretada por los músicos del Régiment Royal-Cravates cavalerie. Probablemente recibió su primera formación del organista Morizot en Joinville, y continuó su educación con su hermano mayor y padrino, François Memmie, en Deux Ponts (ahora Zweibrücken) desde 1776 hasta 1778. Dejó Deux Ponts el 15 de mayo de 1778 y puede que hubiera pasado algún tiempo con el Royal Cravate Cavalry Regiment durante el año siguiente. Se unió a la orquesta de la Ópera de París como fagotista en el otoño de 1779, y estudió flauta con el flautista principal de la orquesta, Félix Rault. Es probable que Devienne entrara al servicio del cardenal de`Rohan como músico de cámara en la primavera de 1780 y permaneciera allí hasta mediados de 1785. En 1781 se unió a los francmasones; es de suponer que se convirtió en un miembro de la famosa orquesta masónica, Le Concert de la Logue Olympique, durante la década de 1780. Devienne también tocó en conciertos de la orquesta Concert Spirituel de 1780 a 1790. De 1785 a 1789 el lugar de ocupación es incierto, aunque se dice que pudo haber sido un miembro de la Swiss Guard Band en Versalles.
Devienne probablemente regresó a París en otoño o invierno 1788. En los espectáculos de París en enero de 1789, figuraba como el segundo fagotista del Théâtre de Monsieur (más tarde el Théâtre Feydeau). En otoño de 1790 había avanzado hasta el fagotista principal, cargo que ocupó hasta abril de 1801. Sin embargo, en 1792 todavía recibió el magro salario anual de 200 libras en lugar de 1080, el salario promedio del fagot de la Ópera.  La primera aparición conocida en solitario de Devienne después de su regreso a París fue en el Concert Spirituel el 7 de abril de 1789, cuando tocó la parte de flauta en el estreno de su Sinfonía concertante n.º.4. En otoño de 1790 se unió a la banda militar de la Guardia Nacional de París, donde sus funciones incluían la enseñanza de la música a los hijos de los soldados y la participación francesa en los eventos musicales de los numerosos festivales en París. En 1972, esta organización se convirtió oficialmente en la Escuela Libre de Música de la Guardia Nacional, y Devienne fue uno de los tres sargentos en su administración, con un sueldo anual de 1100 libras (la Escuela Libre se convirtió en el Instituto Nacional de Música en 1793 y el Conservatorio de París en 1795). El matrimonio de Devienne con una señorita de Maillard, presumiblemente se llevó a cabo entre 1789 y 1792; tuvieron cinco hijos.
El Teatro Montansier, que dedicó la mayor parte de sus producciones a la ópera cómica original francesa, se abrió el 12 de abril de 1790 y Le mariage clandestin de Devienne se representó allí el noviembre siguiente. Dos más de sus óperas se interpretaron antes de su ópera más popular, Les Visitandines (1792), que se llevó a cabo en el Teatro Feydeau. Esta ópera fue una de las más exitosas del período revolucionario: más de 200 actuaciones en París entre 1792 y 1797 e incluso se interpretó allí en 1920. De la mano del éxito se pintó un hermoso retrato de Devienne, ahora en los Museos reales de Bellas Artes de Bélgica en Bruselas, atribuido a Jaques-Louis David. (véase imagen ). 
El famoso método de Devienne de la flauta con una llave se publicó en 1794. Contiene información sobre técnica de flauta y la práctica de la interpretación (particularmente de articulación de finales del siglo XVIII), así como dúos de flauta de dificultad elemental e intermedia. Al año siguiente, se estableció en el Conservatorio de París, y Devienne fue nombrado uno de sus nueve administradores y profesor de flauta (en la primera clase). Después de 1795 se interpretaron tres más de sus óperas, y se ocupó de ello en la Orquesta del Teatro Feydeau a la vez que del Conservatorio. Cinco de sus estudiantes ganaron premios en el Conservatorio entre 1797 y 1801, y uno (Joseph Guillou) fue nombrado profesor de flauta allí en 1816.
El 12 de abril de 1801 el Théâtre Feydeau cierra bruscamente. Su orquesta y la del Théâtre Favart se fusionaron el siguiente mes de septiembre para formar la nueva orquesta Opéra-Comique, pero no se sabe si Devienne fue miembro de esta orquesta. En mayo de 1803 entró en Charenton, una casa parisina de enfermos mentales, donde murió al siguiente mes de septiembre, después de una larga enfermedad que terminó por alterar su razón.
Actividades de Devienne en el Concert SpirituelEl Concert Spirituel se formó en 1725, con el objetivo de realizar conciertos públicos de música espiritual para que la gente pudiera asistir a conciertos durante vacaciones religiosas y otros días en que la ópera estaba cerrada. El repertorio de la orquesta pronto fue más allá de lo espiritual, y entre sus miembros ( junto con los de la Ópera)  se encontraban los mejores músicos de París.En la época de Devienne, la orquesta ya había ganado reputación (hacían una media de 25 conciertos al año). El nombre de Devienne aparece en el programa de 37 conciertos entre 1780 y 1790 (particularmente entre 1782 y 1785), con una gran cantidad de composiciones e interpretaciones con el fagot y con la flauta. Él interpretaba tanto composiciones suyas (populares en su época), como de otros compositores, y llevó a cabo el papel de solista en ambos instrumentos. La primera interpretación de una obra suya en París fue el 24 de marzo de 1780 cuando  Étienne Ozi interpretó un concierto de fagot en el Concert Spirituel. Por otra parte, Devienne debutó como solista en esta orquesta el 24 de diciembre de 1782 con un concierto para flauta suyo (probablemente el no.1 ), y su primera aparición como fagotista solista en el Concert Spirituel fe el 25 de marzo de 1784, con su concierto no.1. Desde 1782 a 1785 tocó como solista al menos 18 veces en el Concert Spirituel, y la primera aparición conocida en solitario después de su regreso a París fue en esta misma orquesta, cuando tocó la parte de flauta en el estreno de su Sinfonía concertante nº 4.

## Devienne como flautista
La reputación de Devienne como virtuoso flautístico creció significativamente después de entrar en el conservatorio. Él era un poco "anticuado" en su preferencia por la flauta de una sola llave (del siglo XVIII), un instrumento con problemas de afinación y que requería complicadas posiciones de horquilla. Esto la hacía poco eficaz en el repertorio cada vez más virtuoso del siglo XIX. A finales del siglo XVIII, se añadieron más llaves a la flauta (de dos a cuatro) para superar la dificultad de las composiciones de entonces (es importante saber que aún pasarián 35 años hasta que Theobald Boehm creara la flauta como hoy la conocemos). Aunque Devienne recomendaba a sus alumnos la nueva flauta, él continuó tocando la de una llave durante toda su vida. Devienne incluso criticaba la nueva técnica de doble y triple picado en los pasajes rápidos, que describía como " tartamudeo". Cuando uno examina los movimientos Allegro de los conciertos de Devienne, es importante tener en cuenta que este los tocaba con picado simple. A pesar de todo esto, él debió ser un intérprete impresionante, pues todos los historiadores coinciden en describirlo como un virtuoso. Se dice que Devienne marcó la transición de la brillante escuela del siglo XVIII a la no menos brillante (pero musicalmente menos valiosa) escuela del siglo XIX.
"Nuevo Método teórico y práctico para la flauta"El  Nouvelle Méthode théorique et practique pour la flûte de Devienne fue publicado en París en 1795 y se convirtió en el gran método de flauta de los próximos años.  Aunque superado por los métodos siguientes, se siguió utilizando hasta bien entrado el siglo XIX, haciéndose algunas reimpresiones durante estos años. Este método contiene información sobre técnica de flauta y práctica de la interpretación (particularmente de la articulación de finales del siglo XVIII), así como dúos de flauta de dificultad elemental e intermedia. En 1978, una nueva reimpresión fue publicada por Knuf en Ámsterdam. Serviría como recurso valioso para aquellos flautistas interesados en la verdadera práctica de la interpretación de la flauta en el siglo XVIII. El método lo encontramos además en la edición de 1909, revisada y editada por el flautista y compositor Philippe Gaubert, profesor del Conservatorio. Las adiciones de Gaubert de extractos (solos) de finales del siglo XIX y una tabla de digitación de la flauta de sistema Boehm fueron un sincero intento de actualizar este digno método. Sin embargo, el valor histórico se pierde en esta edición, pues es imposible saber si los comentarios sobre respiración, dinámica, sonido, etc. eran originales de Devienne o añadidos por Gaubert. El método contiene más de treinta pequeños dúos escritos por Devienne, que lo muestran como un buen compositor incluso en piezas simples e instructivas.  Estos dúos han sido tocados por miles de jóvenes flautistas en el siglo XX y aparecen en algunas colecciones de métodos y dúos.

## Devienne como compositor
Devienne fue un compositor prolífico, pero su música es relativamente desconocida en el mundo musical. Incluso entre flautistas y fagotistas, sus composiciones no representan una parte básica del repertorio. Además, compuso en un período en el que no había compositores franceses entre los mejores, lo que dejaba en mayor relieve la grandeza imponente de Mozart  y Haydn.
Devienne compuso más de 500 obras. Además de conciertos y sinfonías concertantes para vientos, también escribió el método, himnos y canciones patrióticas, una obertura patriótica para vientos, y once óperas y ópera cómica. Tienen una gran variedad de combinaciones instrumentales: sonatas para flauta y bajo, dúos para flauta (con acompañamiento de teclado o no), tríos, cuartetos...Su ópera Les Visitandines fue interpretada en la época de la revolución y fue acogida con gran éxito. Fue producida en Viena en 1808, y revivida con éxito en París después de la Primera Guerra Mundial.
En general, se acepta la sinfonía concertante como un género desarrollado en París. Las composiciones de Devienne, interpretadas muy a menudo en el Concert Spirituel, contribuyeron al desarrollo de este género. Desafortunadamente, pocas de estas obras están hoy impresas.
Los conciertos, generalmente en la estructura de Vivaldi de rápido-lento-rápido, son ejemplares preclásicos: a pesar de que los movimientos allegro tienen una sección media claramente definida con al menos dos nuevos temas (una segunda exposición), sus composiciones no tienen la sección de desarrollo de la verdadera forma de la sonata. La orquestación era estándar para su tiempo: instrumento solista acompañado por dos violines, viola, chelo, contrabajo, y dos oboes y trompas. Una textura muy usada por el compositor era flauta solista acompañada por dos violines. Las partes de la flauta eran técnicamente exigentes, diseñadas para ser tocadas por el mismo compositor o por un talentoso alumno: la tesitura que usaba era amplia para su tiempo (de re1 a La3), la línea melódica contenía pasajes rápidos, arpegios, grandes saltos y permitía cadencia; las secciones cantabile tenían frases largas inusuales muy exigentes.
Las siete sinfonías concertantes, interpretadas en el Concert Spirituel y en otros sitios de París, reflejan la función pública de la música en esta época: se dedicaban al intérprete o un amigo del compositor, a diferencia de la mayor parte de la música de cámara y el concierto, que se dedicaban a los clientes ricos. La sinfonía concertante fue, de hecho, uno de los pilares de la vida parisina de conciertos.

## Obra
-8 sinfonías concertantes
- 14 conciertos para flauta
- 5 conciertos para fagot
- 25 cuartetos y quintetos para diferentes instrumentos
-46 tríos
-147 dúos
-67 sonatas
Obras para orquesta de instrumentos de viento
-1797 Le Chant du retour
-1799–1800 Hymne pour l'éternité
-Ouvertures
12 óperas
-Les Précieuses ridicules, opéra cómica en un acto, libreto de Pierre-Louis Moline, 9 de agosto de 1791, Paris, Teatro Montansier.
-Les Visitandines, comedia en dos actos mêlée d'ariettes, libreto de Picard, 7 de agosto de 1792, Teatro Feydeau.
Volécour, o Un tour de page, comedia en un acto mêlée d'ariettes, libreto de François Favières,22 de marzo de 1797 Opéra-Comique (Salle Favart)
Les Comédiens ambulants, comedia en dos actos mêlée d'ariettes, libreto de Picard, 28 de diciembre de 1798, Teatro Feydeau.
Le Valet de deux maîtres, comedia en un acto y en prosa mêlée d'ariettes, libreto de Jean-François Roger, de Gondoni,2 de noviembre de 1799, Teatro Feydeau.